# Nathalie Delon
Nathalie Delon (* 1. August 1941 in Oujda im Protektorat Französisch-Marokko als Francine Canovas; † 21. Januar 2021 in Paris) war eine französische Schauspielerin und Regisseurin.

## Leben
Sie wurde 1941 als Tochter eines Offiziers in Marokko geboren. Die Familie übersiedelte später nach Nizza. 1957 kehrte sie nach Marokko zurück, wo sie 1958 heiratete. Aus der Ehe stammt eine Tochter. Nach ihrer Scheidung zog sie 1960 nach Paris, wo sie zunächst als Mannequin tätig war.
Obwohl sie nie Schauspielunterricht erhalten hatte, gelangte sie durch Alain Delon, den sie 1962 kennenlernte und mit dem sie von 1964 bis 1968 verheiratet war, zum Film. Beider Sohn ist der Schauspieler Anthony Delon. Gleich der erste gemeinsame Film, Der eiskalte Engel unter der Regie von Jean-Pierre Melville, wurde ein Erfolg. Nach der Trennung von Delon spielte sie mit Richard Burton, Raquel Welch und Virna Lisi unter der Regie von Edward Dmytryk in Blaubart (1972) sowie mit Sylvia Kristel unter Roger Vadim in Une femme fidèle (1976). Später war sie Regisseurin in Ils appellent ça un accident (1982), wozu sie auch das Drehbuch schrieb. Einen weiteren Anlauf nahm sie mit Sweet Lies (1988), ebenfalls als Regisseurin und Hauptdarstellerin. Sie starb 2021 in Paris an den Folgen einer Krebserkrankung.

## Filmografie (Auswahl)
- 1967: Der eiskalte Engel (Le Samouraï)
- 1968: Nachhilfestunden (La Leçon particulière)
- 1969: La Main
- 1969: Umarmung (Le Sorelle)
- 1969: Armee im Schatten (L’Armée des ombres)
- 1971: Das Mörderschiff (When Eight Bells Toll)
- 1971: Doucement les basses
- 1972: Blaubart (Barbe bleu)
- 1972: Sex-shop
- 1972: Absences répétées
- 1972: Der Mönch und die Frauen (Le Moine)
- 1973: L’Histoire très bonne et très joyeuse de Colinot Trousse Chemise
- 1973: Profession: Aventuriers
- 1974: Das Profi Ding (“Hold-Up”, instantánea de una corrupción)
- 1974: Haben Sie Interesse an der Sache? (Vous intéressez-vous à la chose)
- 1975: Die Öl-Piraten (Docteur Justice)
- 1975: Die romantische Engländerin (The Romantic Englishwoman)
- 1976: Die getreue Frau (Une femme fidèle)
- 1976: Un sussurro nel buio
- 1977: Fire in the Water
- 1977: Gli ultimi angeli
- 1978: Der Angriff kommt aus dem All, und auf der Erde herrscht Terror (Occhi dalle stelle)
- 1978: Killer sterben einsam (I gabbiani volano basso)
- 1978: Der Mann im Schilf
- 1982: Ils appellent ça un accident
- 1983: Pair-impair (Kurzfilm)
- 1988: Sweet Lies
- 2008: Diese Nacht (Nuit de chien)